# Desteriz
Desteriz (llamada oficialmente San Miguel de Desteriz) es una parroquia del municipio español de Padrenda, en la provincia de Orense, Galicia.

## Organización territorial
La parroquia está formada por veintidós entidades de población, constando cuatro de ellas en el nomenclátor del Instituto Nacional de Estadística español: 
- A Agra
- Acivido
- A Corga
- A Notaria
- As Cruces
- As Vendas
- A Torre
- A Travesa
- Casagrandes
- Coto da Mo
- Formarigo
- Freiria (A Freiria)
- Lordelo
- O Coto
- Oleiros
- Pazo
- Pozavella
- Regueiro
- Salgueiro
- Sanfagundo
- Souto
- Tarendo

## Demografía
| Gráfica de evolución demográfica de Desteriz entre 2000 y 2023 |
|                                                                |
| Datos según el nomenclátor publicado por el INE.               |